# Marlon Mau
Marlon Mau (* 22. Juli 1986) ist ein ehemaliger deutscher Footballspieler.

## Laufbahn
Mau spielte zunächst Basketball, wurde in dieser Sportart 2001 in die Auswahl des Hamburger Basketball-Verbands berufen. Er war dann fünf Jahre lang bei den Footballern der Norderstedt Nordic Wolves, zeitweise war sein Vater Stefan dort sein Mannschaftskamerad. 2006 stand der 1,89 Meter große Tight End in Diensten der Hamburg Blue Devils in der höchsten deutschen Spielklasse.
An der Seite seines Bruders Benjamin wurde Mau 2010 mit den Kiel Baltic Hurricanes deutscher Meister. Im Trainerstab der Kieler Meistermannschaft stand der Vater der beiden. 2011 spielte Marlon Mau für die Hamburg Huskies, ab 2012 lief er bei den Elmshorn Fighting Pirates auf. Anschließend trug er wieder die Farben der Hamburg Huskies. Zur Saison 2017 schloss sich Mau dem Zweitligisten Lübeck Cougars an.